# Железино
Желе́зино (болг. Железино) — село в Хасковській області Болгарії. Входить до складу общини Івайловград.

## Населення
За даними перепису населення 2011 року у селі проживали 237 осіб.
Національний склад населення села:
| Національність   | Кількість осіб | Відсоток |
| ---------------- | -------------- | -------- |
| болгари          | 97             | 45,1%    |
| турки            | 83             | 38,6%    |
| цигани           | 34             | 15,8%    |
| Всього відповіли | 215            |          |

Розподіл населення за віком у 2011 році:
Динаміка населення: